# Pennine Way
Le Pennine Way est un National Trails de 268 milles (431 kilomètres) en Angleterre, avec une petite section en Écosse. L'itinéraire se déroule d'Edale, dans le nord du Derbyshire Peak District, à Kirk Yetholm juste à l’intérieur de la frontière écossaise, en passant par les Yorkshire Dales et le parc national du Northumberland. Le chemin longe les Pennines, parfois décrites comme l'épine dorsale de l'Angleterre. Bien qu’il ne s’agisse pas du plus long sentier national du Royaume-Uni (cette distinction appartient au South West Coast Path avec ses 630 milles (1 014 kilomètres)), il est selon l’association The Ramblers « l’un des plus connus et des plus difficiles de Grande-Bretagne ». 

## Histoire

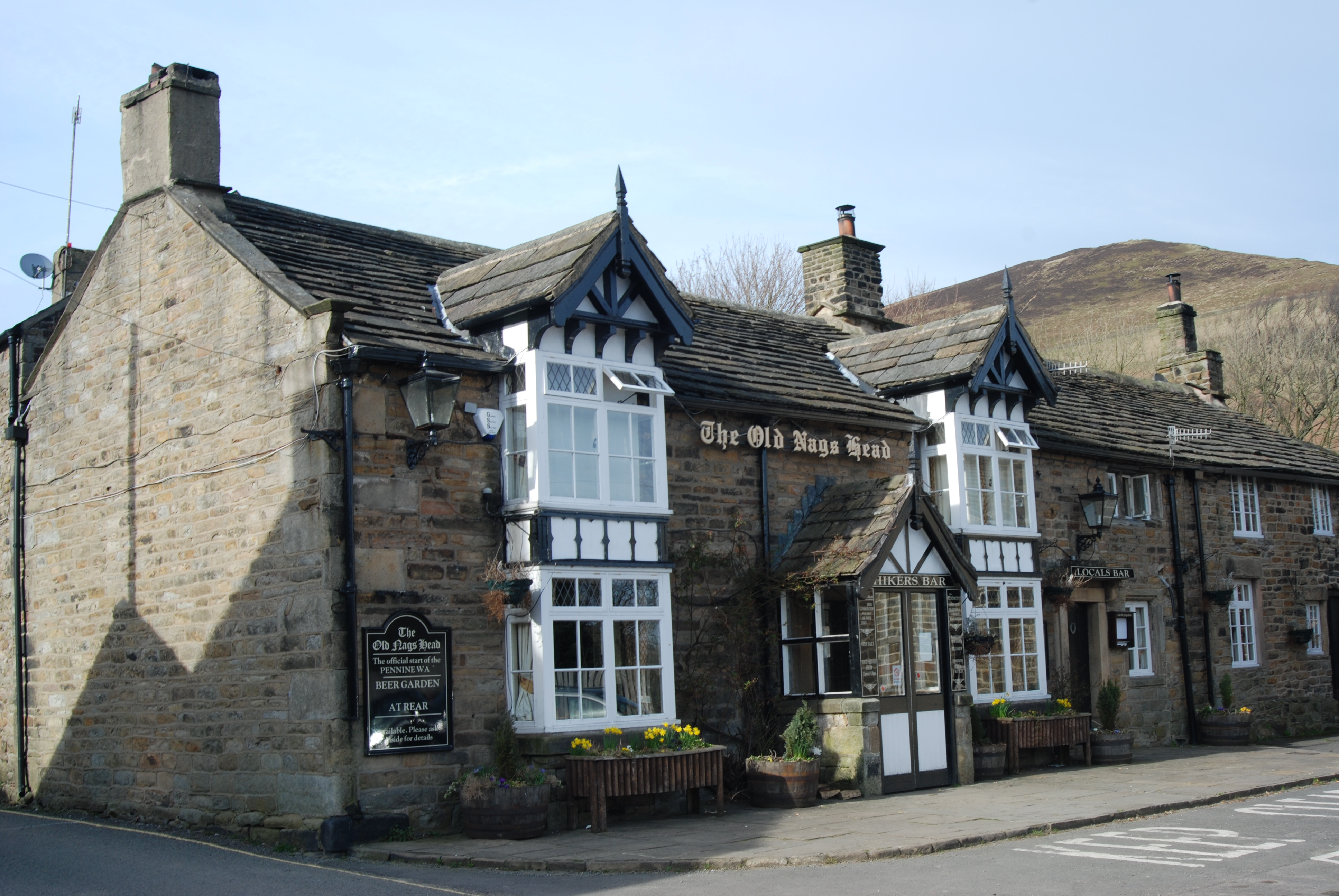
Vieux Nags Head, Edale : point de départ traditionnel du Pennine Way.

Le chemin empruntait l’idée du journaliste et randonneur Tom Stephenson, inspiré par des sentiers semblables aux États-Unis, notamment le sentier des Appalaches. Stephenson a proposé le concept dans un article pour le Daily Herald en 1935 et a plus tard fait pression sur le Parlement pour la création d'un sentier officiel. La promenade devait à l'origine se terminer à Wooler, mais il a finalement été décidé que Kirk Yetholm serait le point d'arrivée. La dernière section du sentier a été déclarée ouverte lors d’une cérémonie qui s’est tenue à Malham Moor le 24 avril 1965. Avant l'ouverture officielle du Pennine Way, l'armée britannique a été invitée à tester l'ensemble de la route, tâche accomplie en une journée. Les soldats subalternes du régiment des hommes de métier du corps de traiteur de l'armée, basés à Aldershot, ont été répartis en patrouilles de quatre ou cinq personnes et ont reçu une distance d'environ 15 milles (24 kilomètres). 
Le Pennine Way a célébré son 50e anniversaire en avril 2015. Une série spéciale en quatre parties de BBC One, The Pennine Way, a été diffusée tout au long du mois d’avril. 

## Usage

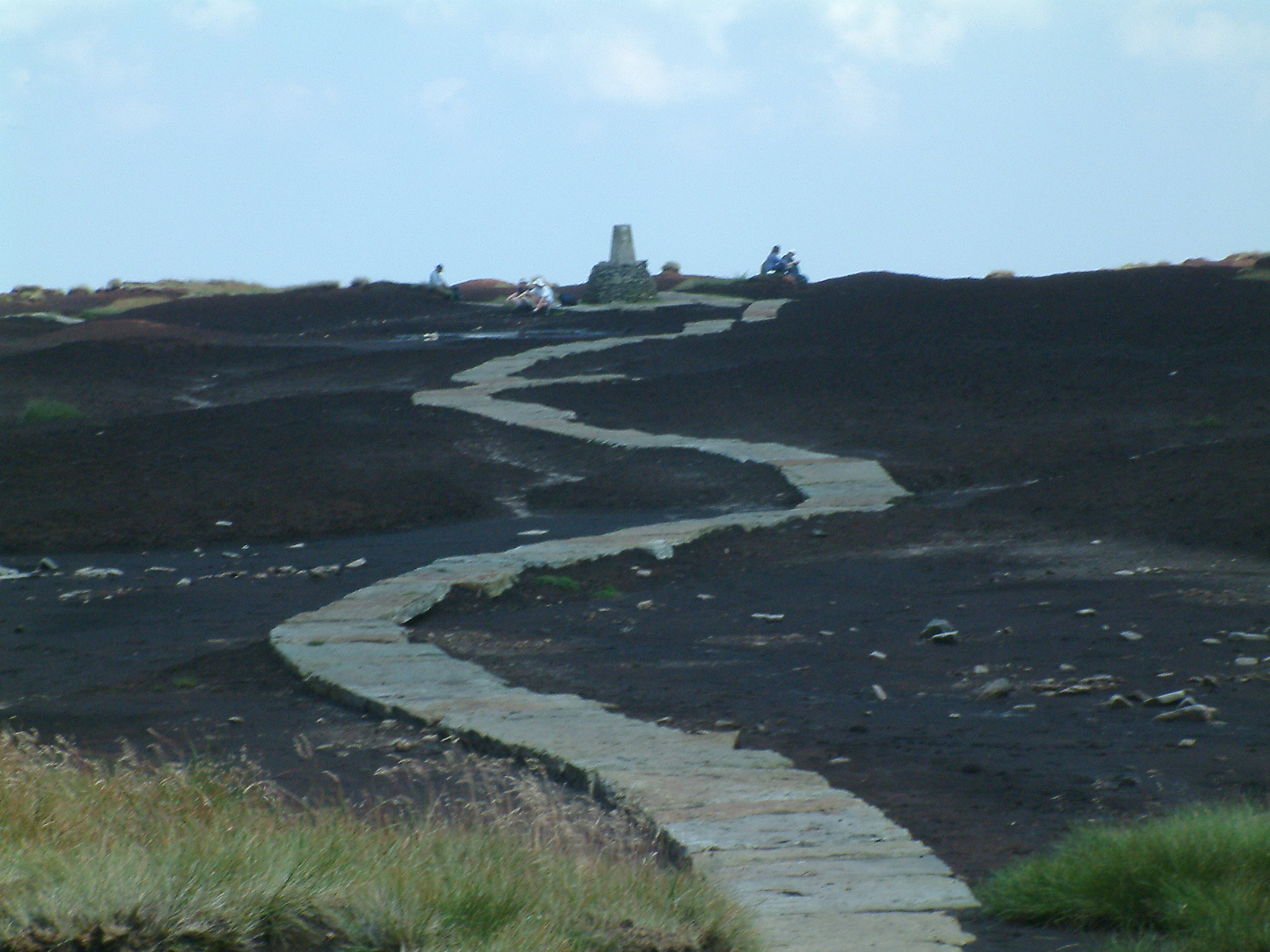
Surface pavée du Pennine Way sur Black Hill.

Le Pennine Way a longtemps été populaire auprès des marcheurs et en 1990, la Countryside Commission avait annoncé que 12 000 randonneurs de longue distance et 250 000 randonneurs journaliers empruntaient tout ou partie du sentier chaque année et que les randonneurs contribuaient à hauteur de 2 millions de livres (1990) à l’économie locale le long de la route, maintenant directement 156 emplois. La popularité de la promenade a entraîné une érosion importante du terrain à certains endroits et des mesures ont été prises pour améliorer son état, notamment en détournant des sections du parcours sur un sol plus ferme et en posant des lauzes ou des boardwalk. Ces actions ont généralement permis de réduire l’ampleur des dégâts bien que l’intrusion dans le paysage naturel ait parfois été controversée. 
L'hébergement est disponible dans les auberges et les campings. Par conséquent, lors de la planification de la marche, il faut parfois choisir entre une longue journée (entre deux lieux proposant un hébergement sur route) ou deux jours plus courts comportant une descente vers un village ou une ferme à proximité avec une remontée matinale. 
Il y a 535 points d'accès au Pennine Way. L'itinéraire est également traversée par de nombreuses routes et traverse de nombreux villages et villes avec des transports en commun. Il est ainsi facile d’échantillonner une courte section du sentier et de diviser le Pennine Way. 
La majeure partie du Pennine Way se trouve sur des sentiers publics plutôt que sur des allées cavalières et n’est donc pas accessible aux voyageurs à cheval ou à vélo. Cependant, le Pennine Bridleway est à peu près parallèle et ouvert de Derbyshire à Cumbria. Cette route, ouverte à toute personne n’utilisant pas de véhicule motorisé, commence un peu plus au sud que le Pennine Way. 
Le parcours du Pennine Way constitue la base de la Spine Race inaugurée en 2012. Cependant, le temps record pour terminer le chemin est de 2 jours, 17 heures et 20 minutes, établi par Mike Hartley en 1989. 

## Route
| Edale Crowden Marsden Mankinholes Lothersdale Malham Horton Hawes Keld Bowes Dufton Langdon Beck Garrigill Alston Once Brewed Bellingham Byrness The Cheviot Kirk Yetholm |

Une étude réalisée par l'agence National Trails a révélé qu'un promeneur parcourant toute la longueur du sentier est obligé de franchir 287 portes, 249 pieux en bois, 183 pieux de pierre et 204 ponts. 198 milles (319 kilomètres) de l'itinéraire est sur des sentiers publics, 70 milles (113 kilomètres) sur les allées cavalières publiques et 20 milles (32 kilomètres) sur d’autres highway. Le randonneur est aidé par 458 points de repère. 

### Parc national de Peak District

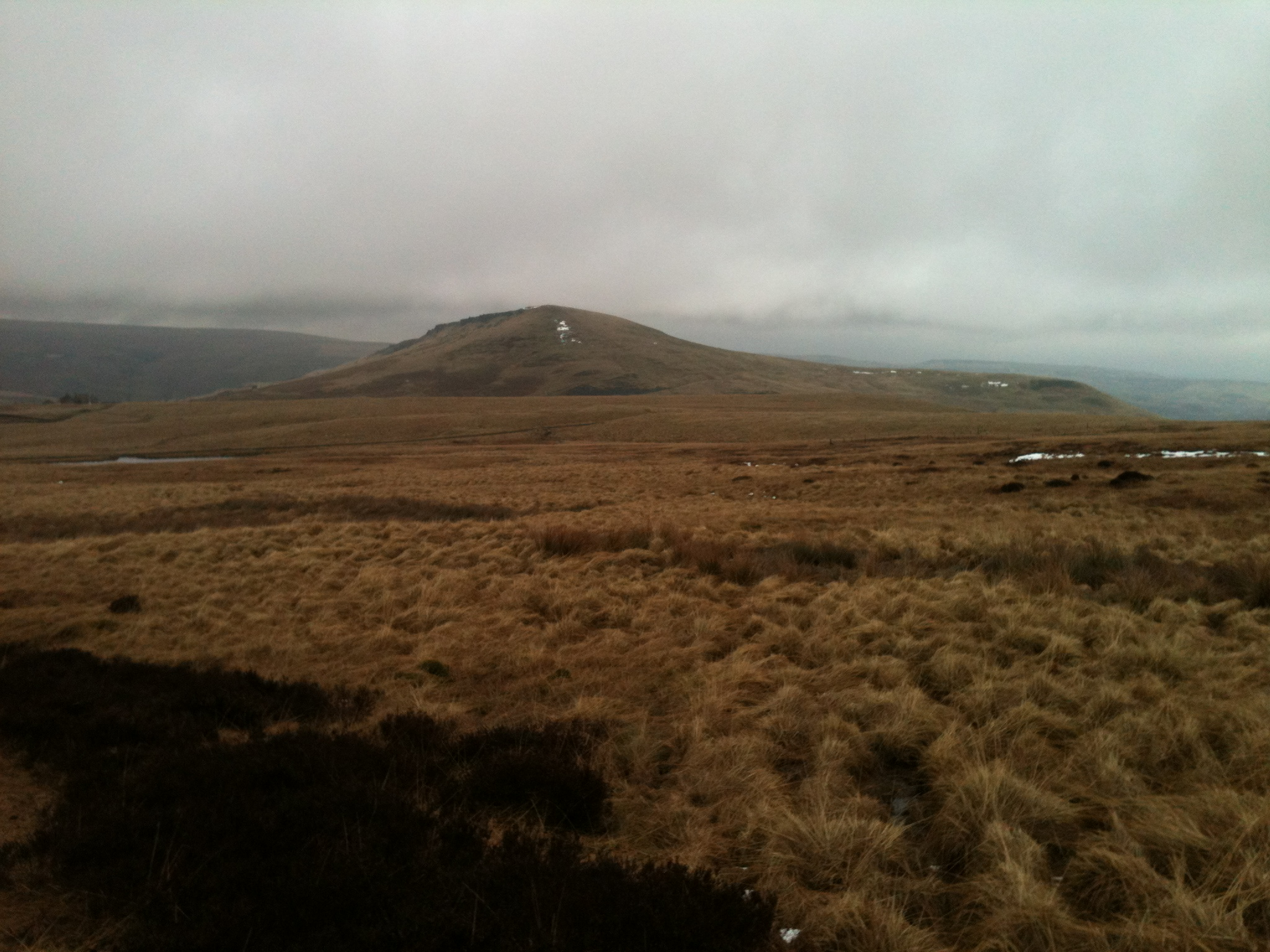
La colline de Pule, visible depuis le Pennine Way le long de Standedge.

Le Pennine Way s'étendait à l'origine d' Edale au nord du plateau de Kinder Scout. Il a été dévié pour réduire l'érosion et se dirige maintenant vers l'ouest pour monter sur le plateau par des marches connues sous le nom de Jacob's Ladder. Il se dirige ensuite vers le nord pour suivre le bord ouest du plateau et, après la chute Kinder Downfall, traverse la route du Snake Pass (A57) et gravit Bleaklow. Du sommet, le sentier descend jusqu'à Longdendale. Dans la vallée, il traverse le barrage du réservoir de Torside pour se rendre à Crowden, premier village depuis le début du sentier, à 16 milles (26 kilomètres). 
De Crowden, le Pennine Way gravit une vallée latérale au-delà de Laddow Rocks jusqu'au sommet de Black Hill, à la frontière du Yorkshire. Il descend à travers Wessenden Head Moor (la partie orientale de Saddleworth Moor) et la route A635 menant à la vallée de Wessenden. Il sort de la vallée pour quitter le parc national de Standedge sur la route A62. 

### Sud des Pennines

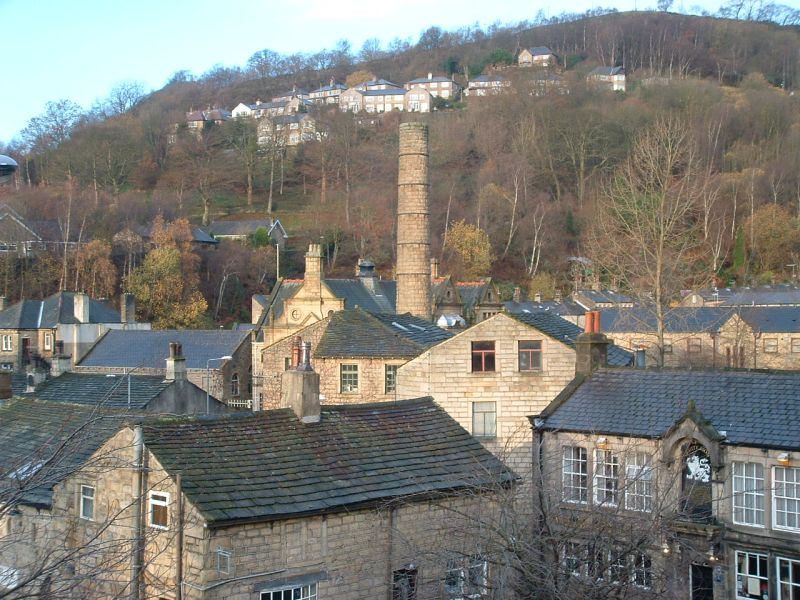
Hebden Bridge.

De Standedge, le Pennine Way suit la frontière nord du Yorkshire par une série d'arêtes de meulière. Il traverse la route A640, puis la route A672, avant de traverser l'autoroute M62 par une longue passerelle près de Windy Hill. Après l’autoroute, le sentier suit Blackstone Edge jusqu’à la route A58, puis passe devant une série de réservoirs. Il traverse le Calderdale Way au-dessus du village de Mankinholes, puis monte jusqu'au monument  de Stoodley Pike. Du monument, il descend abruptement vers la vallée de la rivière Calder, qu’il traverse environ 1 milles (1,6 km) ouest de la ville de Hebden Bridge, la plus grande agglomération située à proximité de la route. 
Le sentier sort de la vallée de Calder par le hameau dispersé de Colden et traverse Colden Water par un ancien pont en dalles de pierre. Il passe ensuite aux réservoirs de Walshaw Dean et monte jusqu'aux ruines de Top Withens, qui aurait inspiré Les Hauts de Hurlevent. Le sentier descend ensuite à Ponden Hall et traverse jusqu'aux villages de Cowling et de Lothersdale. 
De Lothersdale, le sentier traverse Pinhaw Beacon jusqu'à Thornton-in-Craven. Vient ensuite une portion plus douce, comprenant une courte section du chemin de halage du canal de Leeds-Liverpool à East Marton, pour rejoindre le village de Gargrave à Airedale, sur la très fréquentée autoroute A65. 

### Parc national des Yorkshire Dales

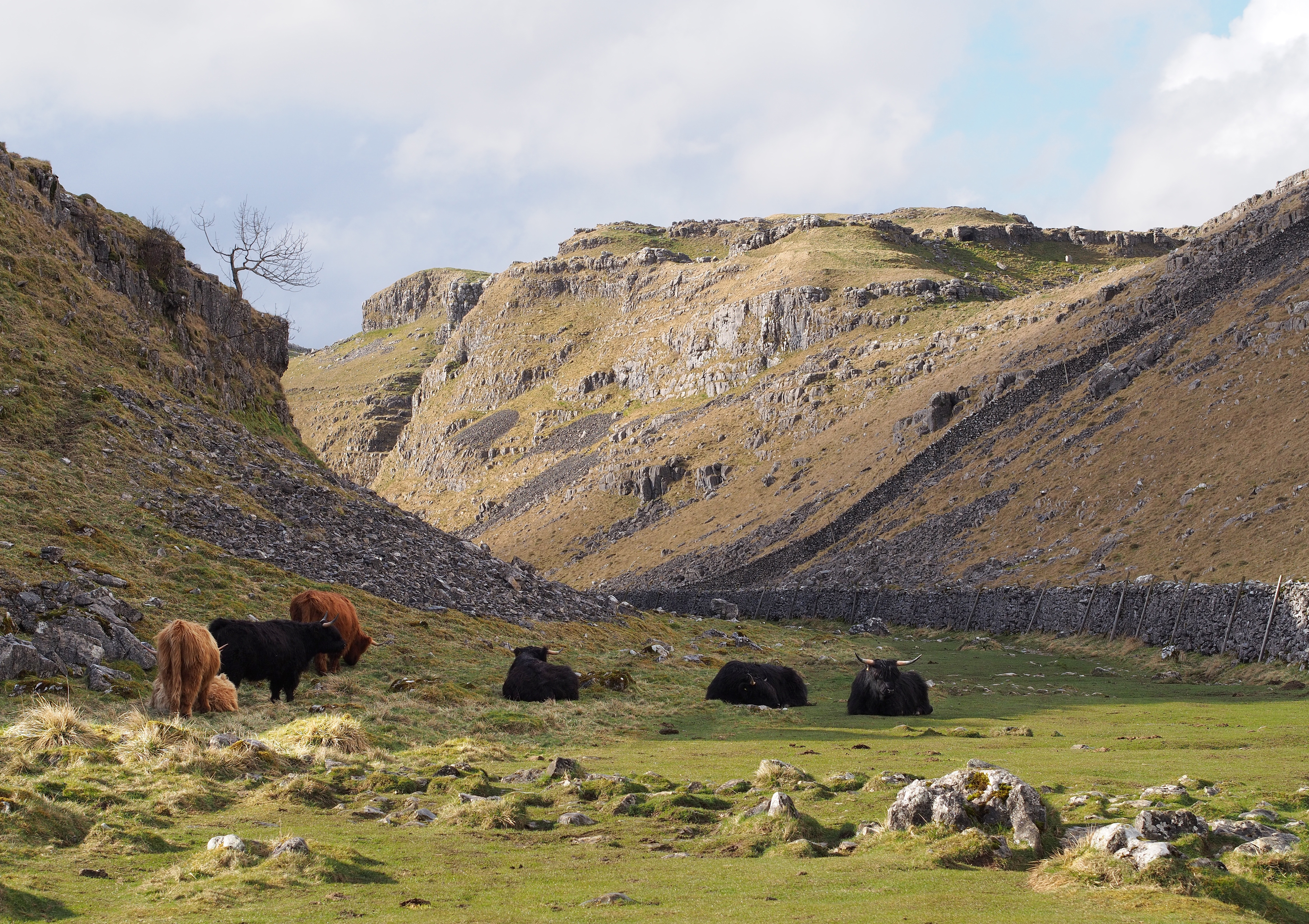
Highlands sur le Pennine Way, au-dessus de Malham Cove, avec Ing Scar en arrière-plan.

Au nord de Gargrave, le Pennine Way monte Airedale et pénètre dans le parc national des Yorkshire Dales. Il suit des sentiers de campagne, passant par les petits villages d’Airton et de Hanlith jusqu’au plus grand village de Malham. Il monte ensuite du côté ouest de Malham Cove, traverse la chaussée calcaire au sommet de la crique et poursuit sa route vers le nord, en direction de Malham Tarn. Le sentier traverse ensuite Fountains Fell, la tête de Silverdale et monte au Pen-y-ghent dans une section très escarpée. Depuis le sommet de Pen-y-ghent, le Pennine Way descend jusqu'au village de Horton in Ribblesdale (sur le chemin de fer Settle-Carlisle).
Le Pennine Way se dirige ensuite vers Ribblesdale le long de la vieille route des chevaux de meute Settle-Langstrothdale. Il passe l'extrémité est de Ling Gill et monte à Cam Fell, où il suit la trace d'une voie romaine, partagée avec le chemin Dales. Le sentier passe ensuite Dodd Fell Hill et suit une crête entre Widdale et Sleddale, avant de redescendre dans Wensleydale at Gayle et la ville voisine de Hawes.
Le chemin traverse la vallée de Hardraw, puis commence les 5 milles (8 km) d'ascension de Great Shunner Fell. Du sommet de la chute, le sentier descend vers Swaledale et le village de Thwaite. Il traverse ensuite Kisdon, avec une belle vue sur Swaledale, passe Kisdon Force, une cascade sur la rivière Swale et atteint le village de Keld.
De Keld, le sentier traverse la route de coast to coast, puis monte dans une vallée latérale appelée Stones Dale pour atteindre Tan Hill et son auberge isolée située à la limite nord du parc national.

### Nord des Pennines

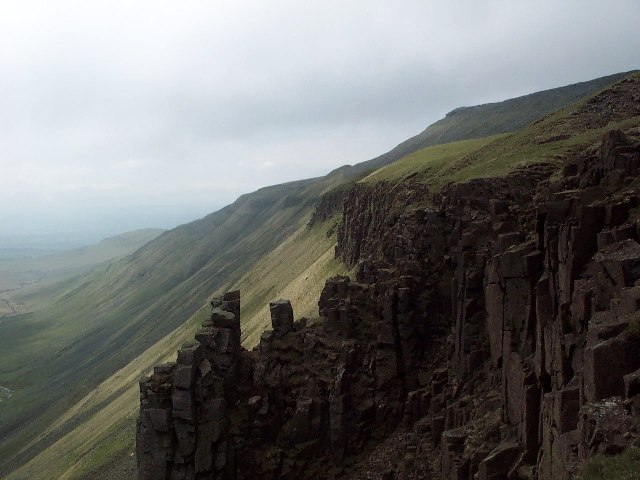
Mickle Fell.

À Tan Hill, le Pennine Way entre dans les North Pennines et suit les traces des landes jusqu'à la colonie isolée de Sleightholme, où le tracé se divise. La route principale se dirige directement vers le nord à travers les landes, traverse le pont de Dieu et passe sous la route A66 dans un tunnel. La route alternative entre dans la ville de Bowes et rejoint la route principale à Baldersdale. De Baldersdale, le sentier traverse Lunedale et descend jusqu'à la petite ville de Middleton-in-Teesdale. 
De Middleton, le chemin monte sur Teesdale sur la rive droite de la rivière Tees, sous le village de Holwick. Il passe les cascades de Low Force et de High Force et atteint le village dispersé de Forest-in-Teesdale. Plus loin, le sentier monte à côté de la cascade de Cauldron Snout sous le barrage de Cow Green Reservoir. Le sentier monte ensuite dans la vallée légèrement vallonnée de Maize Beck pour atteindre la High Cup Nick, l'une des zones les plus photographiées du Pennine Way. De High Cup, le sentier descend jusqu'au village de Dufton. 
De Dufton, le Pennine Way remonte les collines, en passant tour à tour les sommets de Knock Fell, Great Dun Fell, Little Dun Fell et enfin Cross Fell, à 893 mètres, le point le plus élevé de tout le chemin. Par mauvais temps, le vent de Helm déferle sur le versant sud-ouest de l'escarpement. Une longue descente s'ensuit dans la vallée de la Tyne du Sud à Garrigill. Le sentier reste ensuite près de la rivière pour entrer dans la ville d'Alston. 
Le sentier continue dans la vallée de South Tyne jusqu'à Slaggyford et Knarsdale. Au-dessus du village de Lambley, le sentier quitte la vallée pour traverser davantage de landes jusqu'à l'A69, près du village de Greenhead.

### Parc national du Northumberland et Scottish border

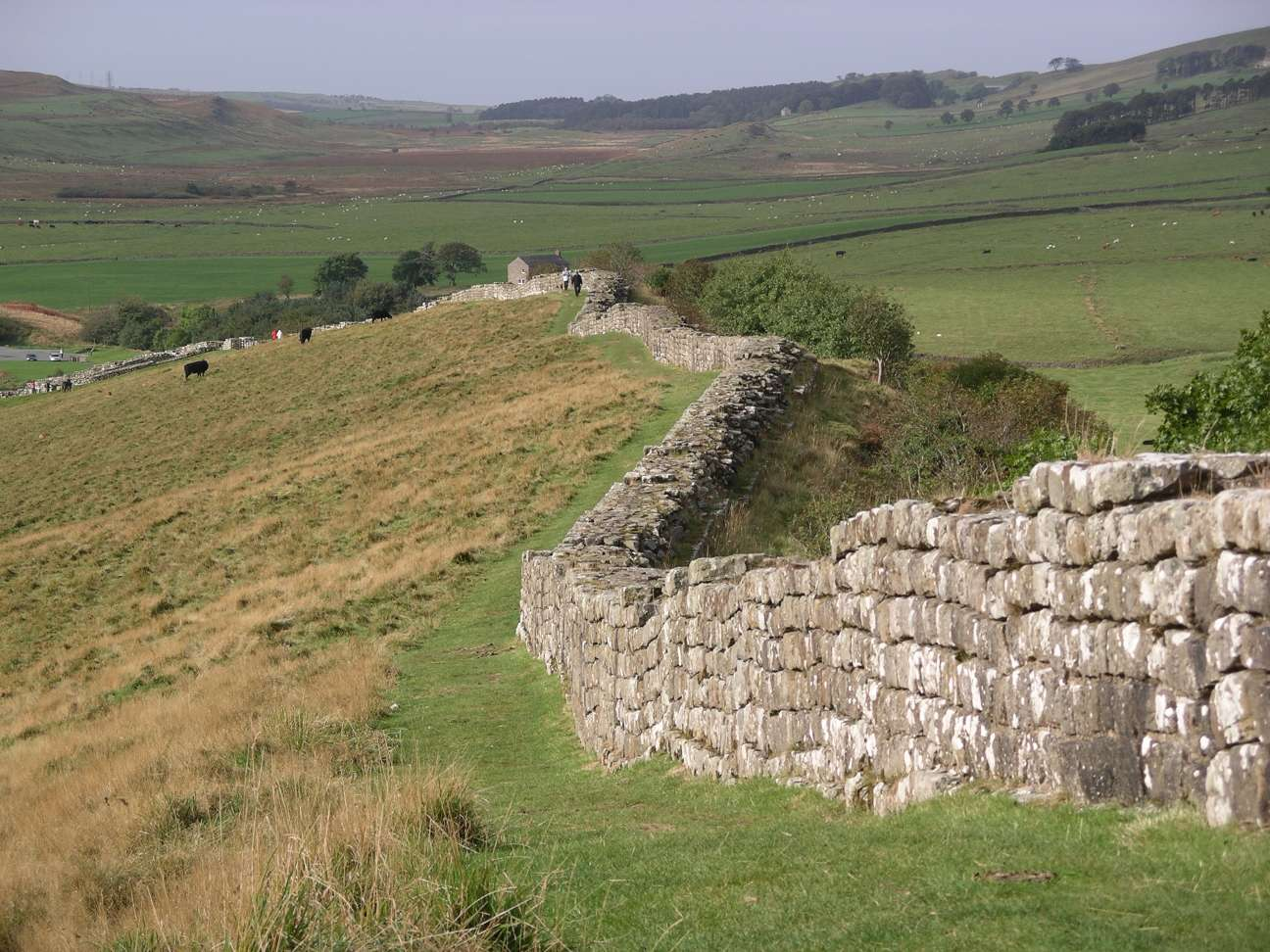
Le mur d'hadrian.

En dehors de Greenhead, le Pennine Way passe le château de Thirlwall sur le mur d'Hadrien. Pour les 11 milles (18 kilomètres) prochains, le trajet coïncide avec le chemin du mur d’Hadrien, et passe au fort romain de Housesteads. 
Depuis le mur, le sentier se dirige vers le nord à travers la forêt de Wark. Passé la forêt, il suit des sentiers jusqu'à Shitlington Crags et redescend au grand village de Bellingham. Le sentier passe à travers Padon Hill et suit la lisière de la forêt de Redesdale. Il atteint finalement Redesdale à Blakehopeburnhaugh et Cottonshopeburnfoot, deux hameaux voisins qui se disputent le nom le plus long d’Angleterre. La route suit ensuite la rivière Rede en amont du village de Byrness. 
La dernière étape du Pennine Way, à travers les monts Cheviot, de Byrness à Kirk Yetholm, s’étend sur 27 milles (43 kilomètres), sans habitation en cours de route. Il est généralement abordé au cours d’une longue journée, bien qu’il y ait deux cabanes de refuge (ou cases). Le sentier monte rapidement du village, puis se dirige vers le nord pour traverser la frontière écossaise près de Ogre Hill. Pour le reste, le chemin passe entre l'Angleterre et l'Écosse, le long d'une clôture qui marque la frontière elle-même. De retour en Angleterre, le sentier passe par le fort romain de Chew Green et suit brièvement la voie romaine de Dere Street. Le chemin suit ensuite la crête de la frontière, passant le point culminant de Windy Gyle. Au sommet ouest de la colline de Cairn (743 mètres), d’où le sentier mène au sommet du Cheviot et redescend, le sentier tourne brusquement vers le nord-ouest, descendant vers une cabane-refuge avant de grimper sur la Schil à 601 mètres, au-dessus de College Valley. Le chemin descend ensuite en Écosse et entre dans le village de Kirk Yetholm. Le chemin se termine à l'Hôtel Border.

## Compléments

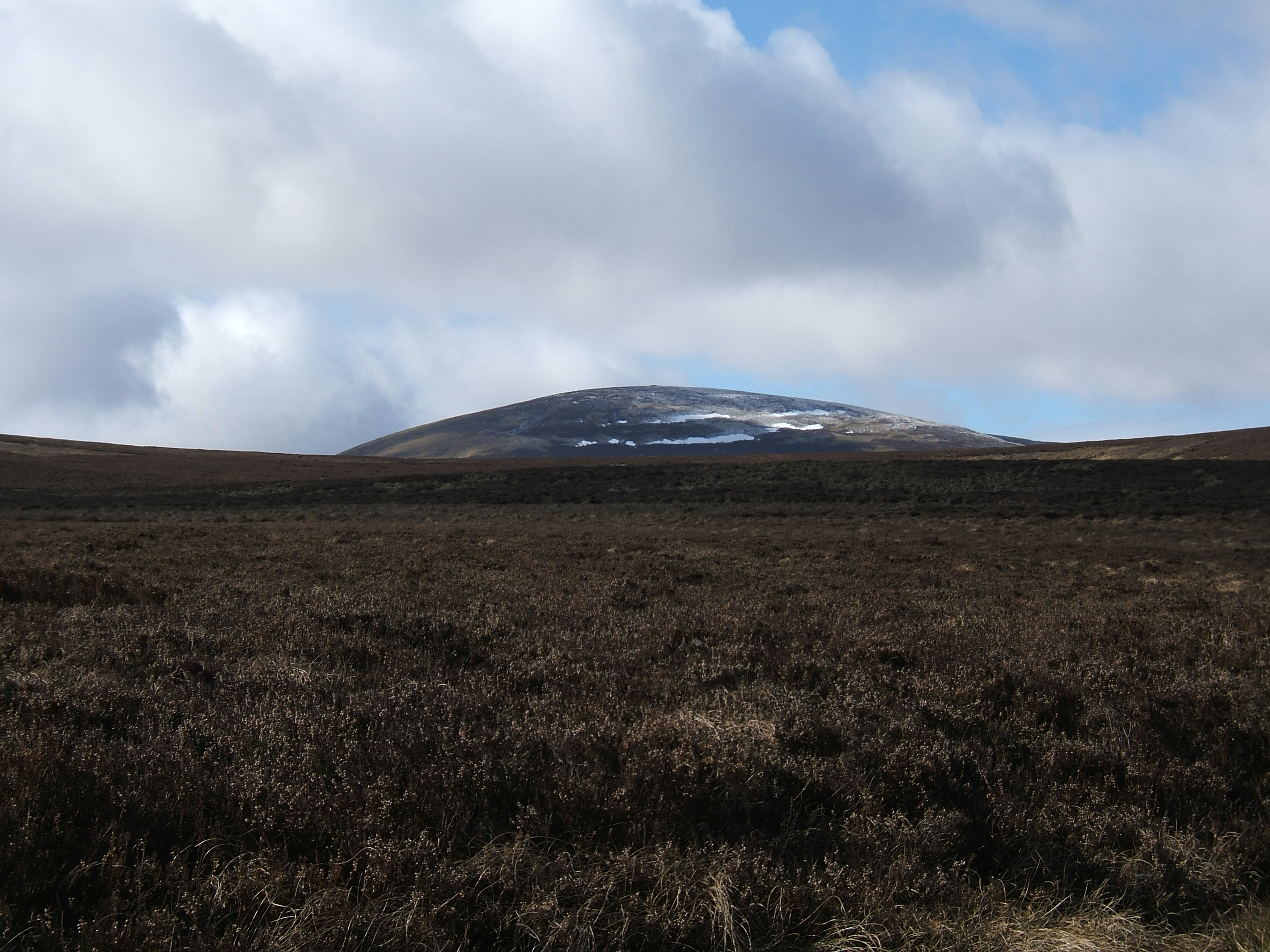
The Cheviot est monté dans le cadre du sentier officiel.

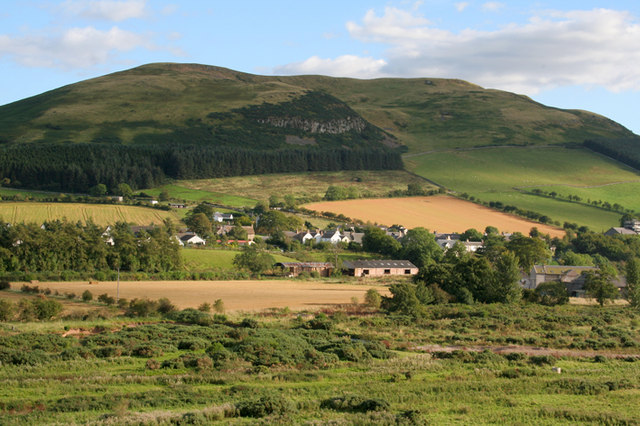
Kirk Yetholm, le point d'arrivée traditionnel du Pennine Way.

Le Pennine Way a attiré un certain nombre d’écrivains au fil des ans, dont Stephenson lui-même, qui a rédigé le premier guide officiel. L'écrivain Alfred Wainwright a écrit et illustré un guide populaire, dont l'offre d'achat d'une demi-pinte de bière pour tous ceux qui ont terminé le Pennine Way lui aurait coûté jusqu'à 15 000 livres à sa mort en 1991. Le National Trail Guide contient une description de l'itinéraire, des points de cheminement GPS et des cartes au 1:25 000 de la totalité de la marche. Le livre de Barry Pilton, One Man and His Bog, donne un récit plus personnel et plus personnel de la réalisation du Pennine Way, avec une préface de Mike Harding. Le livre Pennine Walkies de Mark Wallington (dans lequel l'auteur est accompagné de son chien) est une autre histoire humoristique de la promenade, tout comme Walking Home du poète Yorkshire Simon Armitage, qui a parcouru le Pennine Way sans argent du nord au sud, s’appuyant sur ses « gains » tirés de lectures de poésie nocturnes en cours de route. Les artistes Tamara Ashley et Simone Kenyon, ont exécuté la totalité du parcours en août 2006 ; leur livre documente la performance et invite les lecteurs à créer leurs propres interprétations des paysages le long du chemin. 

## Galerie

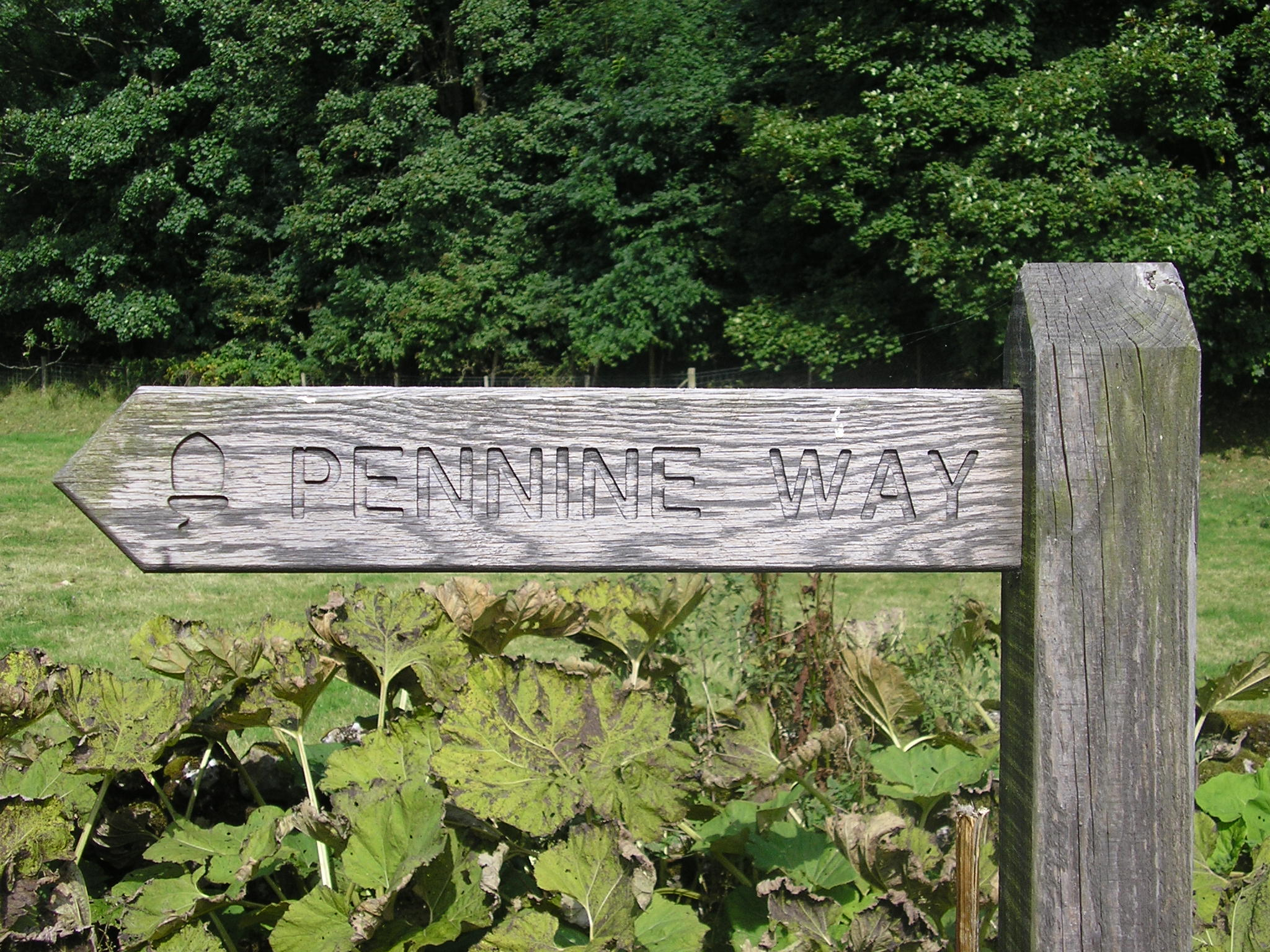
Un panneau à Airton.
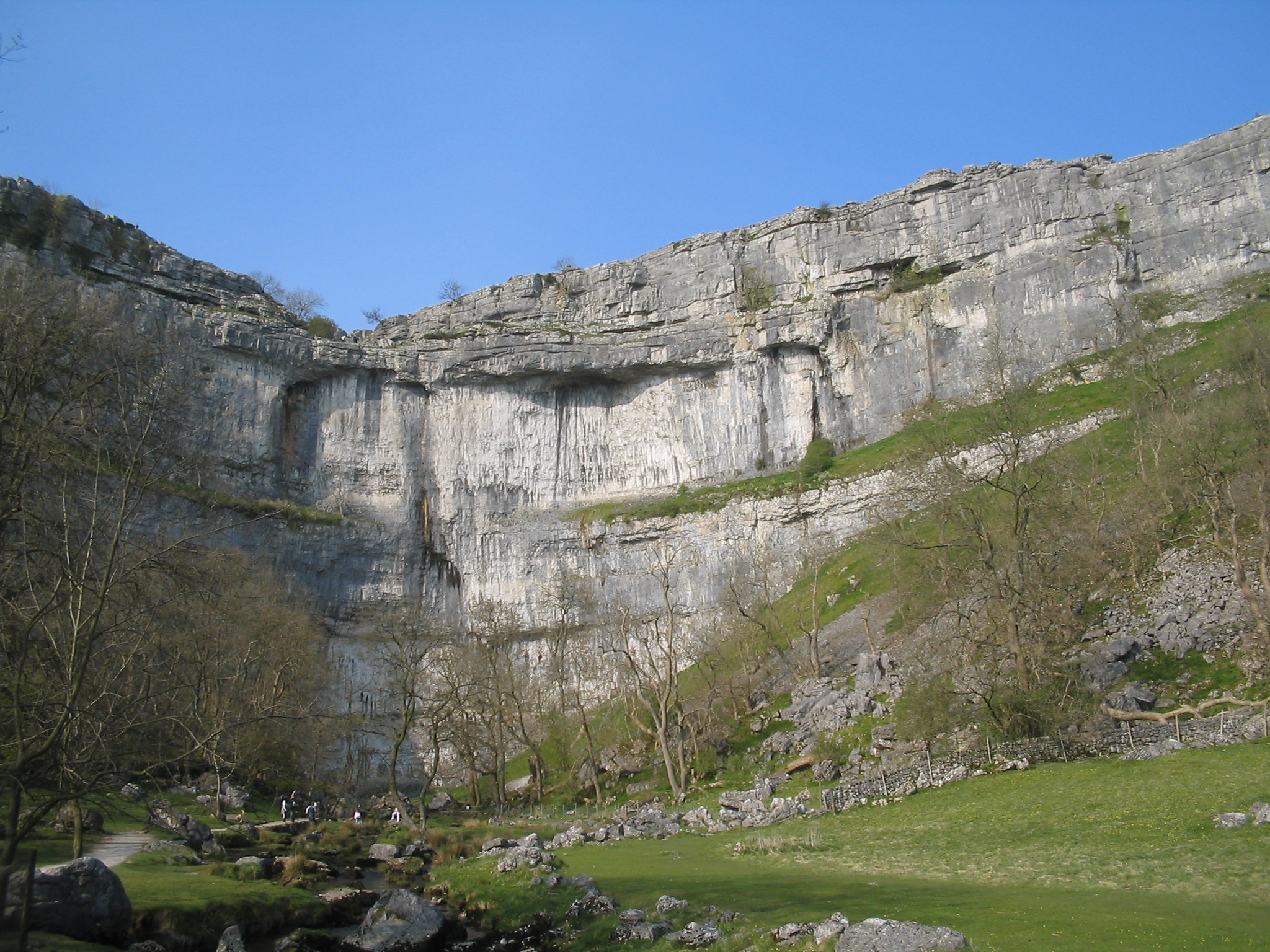
La falaise calcaire de Malham Cove.
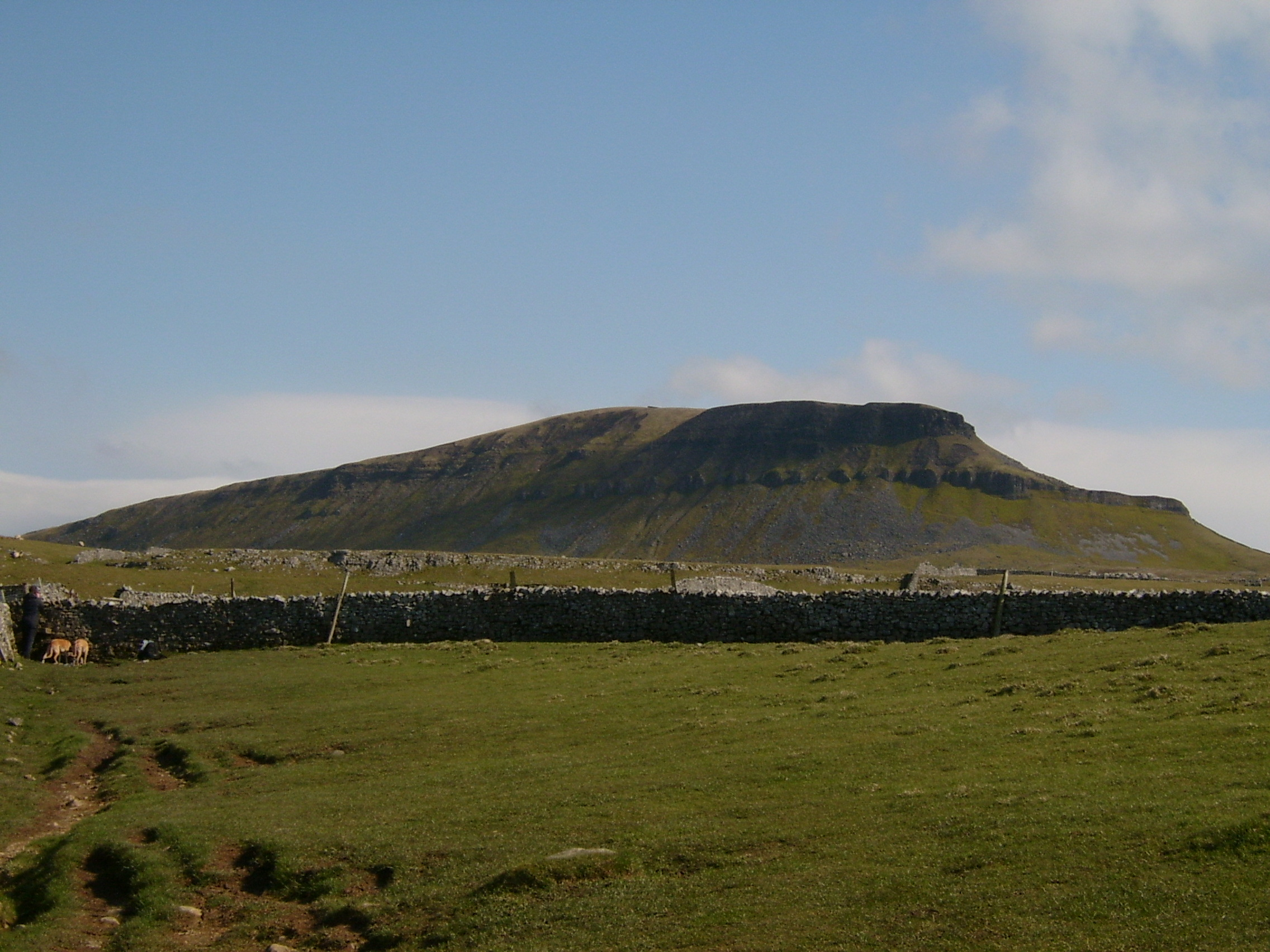
Pen-y-ghent.
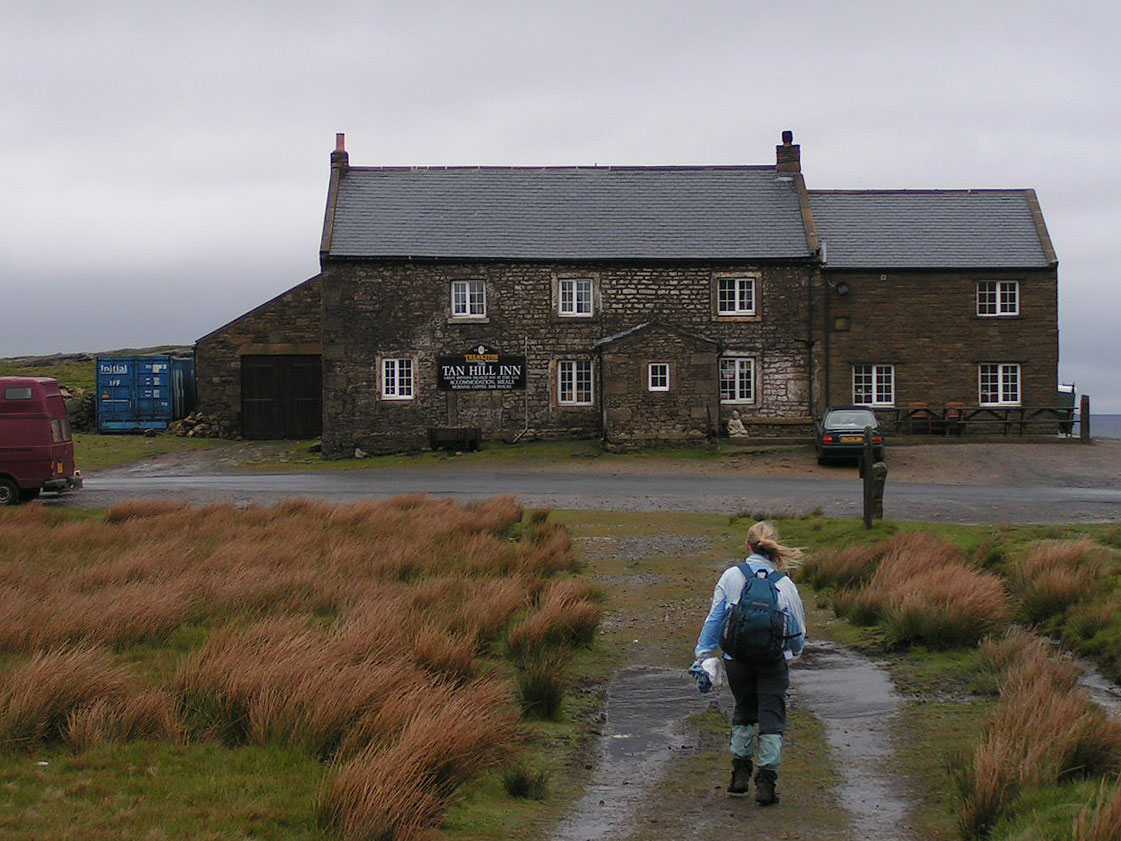
Tan Hill Inn.
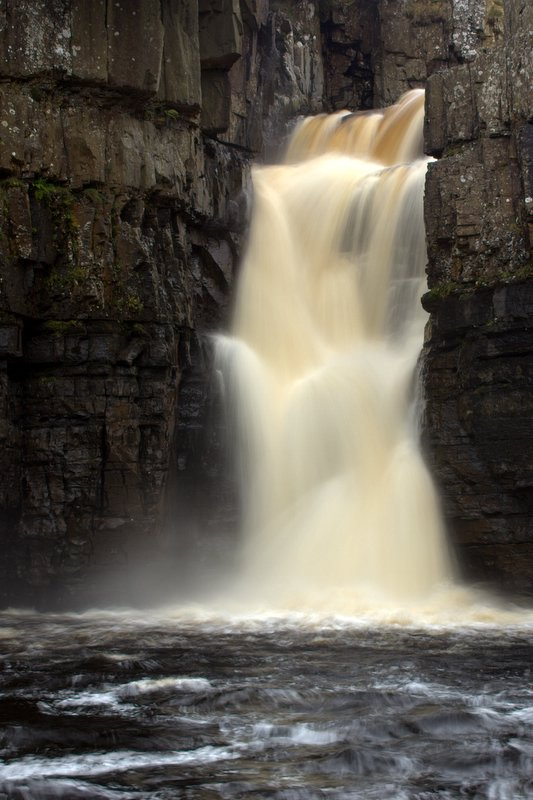
High Force.
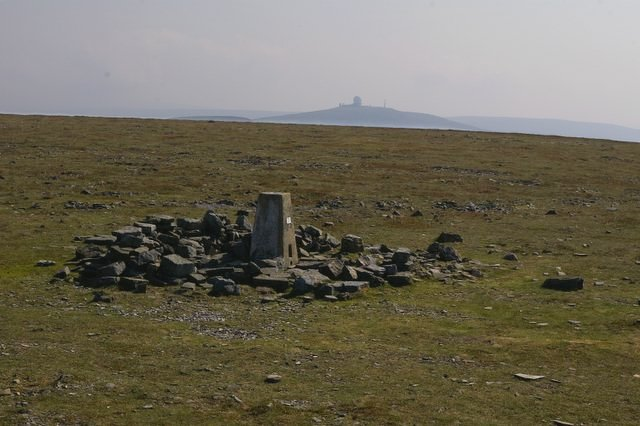
Le sommet de Cross Fell, le point culminant des Pennines.
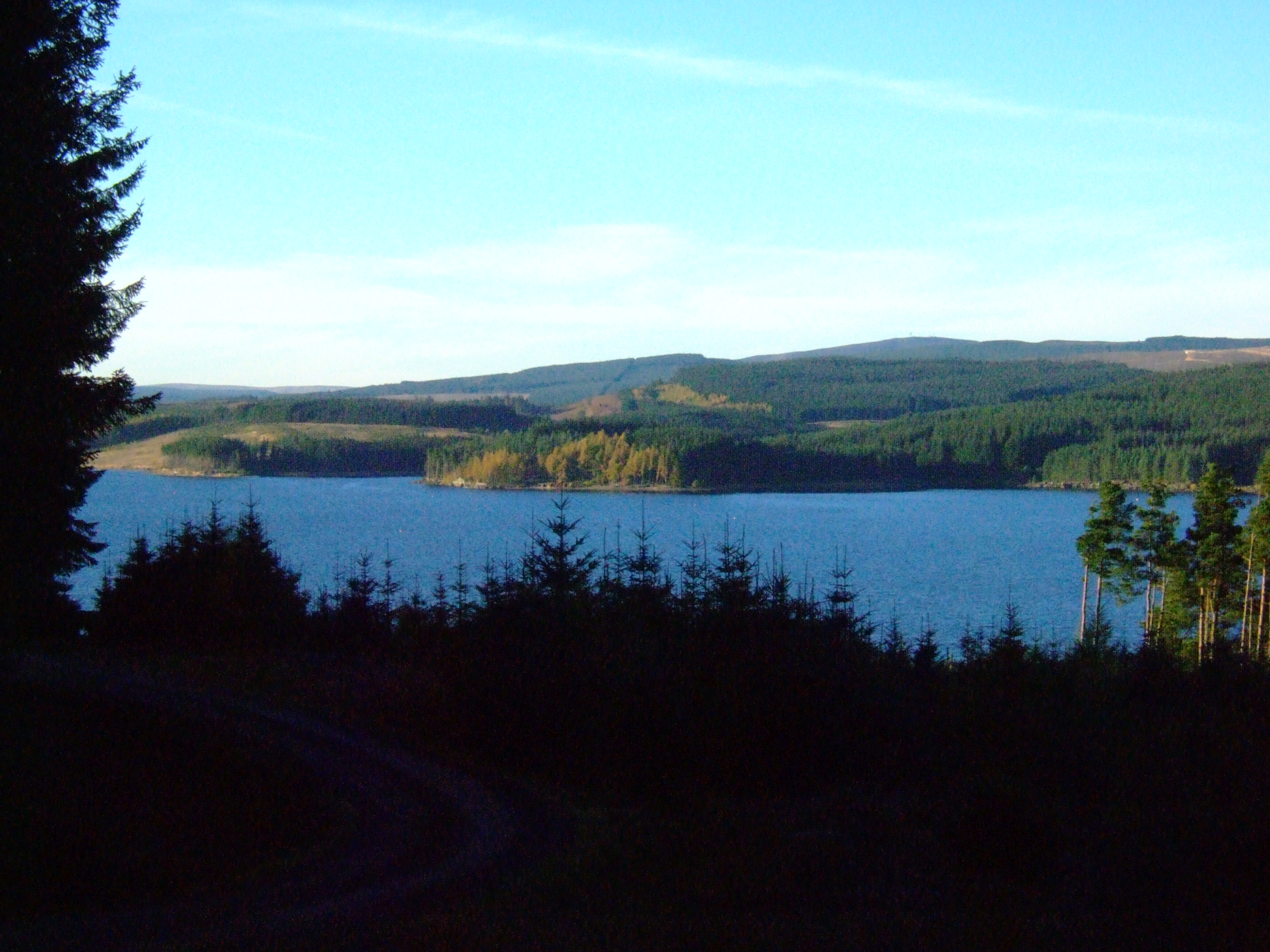
Le Pennine Way traverse des parties de la forêt de Kielder.
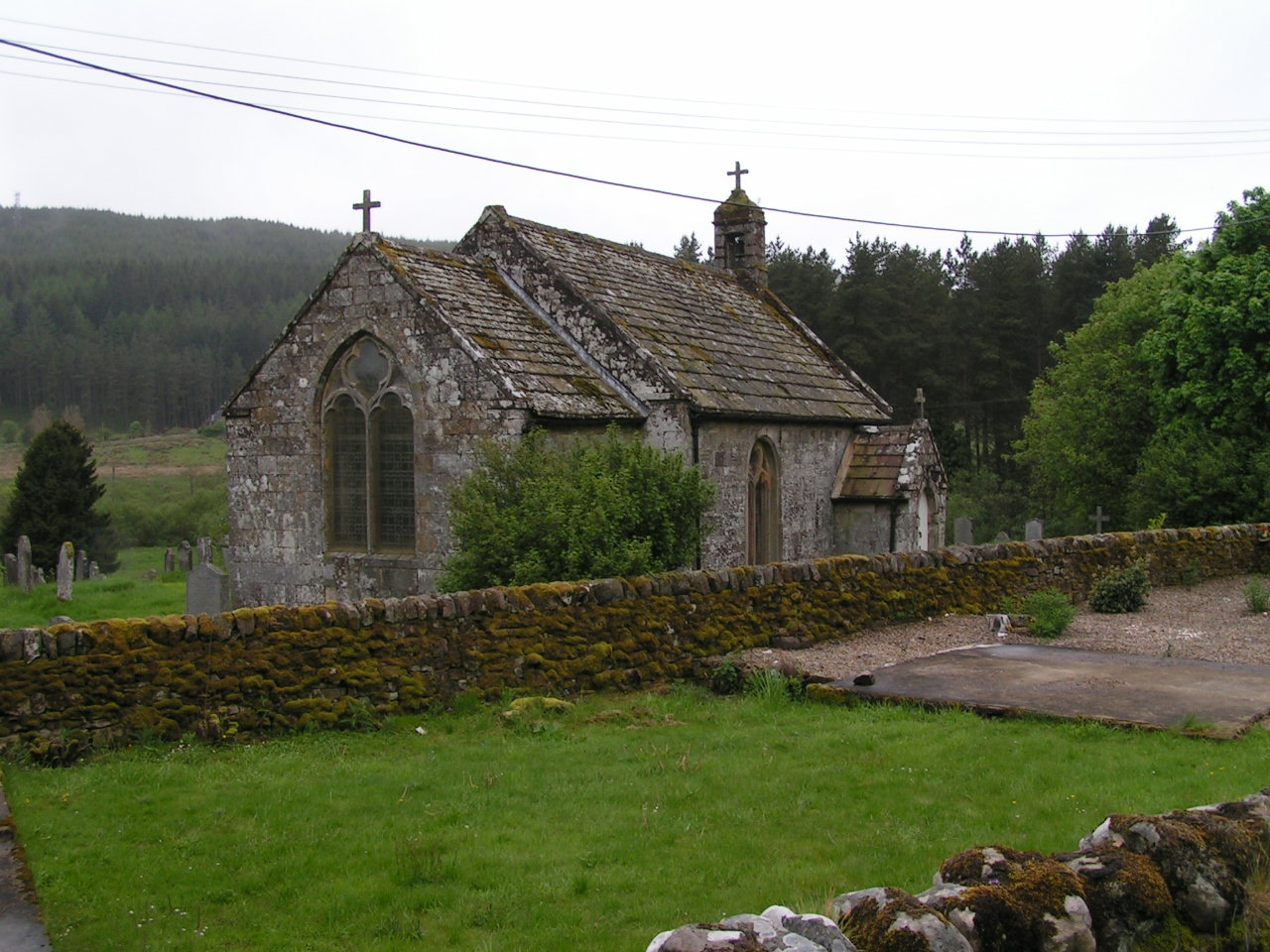
L'église à Byrness.